# فدائيون
الفِدائيون مصطلح يستخدم للإشارة إلى مجموعات عسكرية مختلفة مستعدة للتضحية بأنفسها من أجل حملة عسكرية أو سياسية أكبر.

## الدولة الإسماعيلية النزارية
حسن الصباح (1050-1124)، الذي أسس الدولة الإسماعيلية النزارية في بلاد فارس وسوريا، صاغ لأول مرة مصطلح للإشارة إلى حشاششين،[بحاجة لمصدر] فدائيين هو جمع فدائي، وهو ما يعني التضحية، من المفهوم على نطاق واسع أن «أولئك الذين يرغبون في التضحية بأنفسهم من أجل الله»، قامت الجماعة بكفاح مسلح ضد دولة السلجوقية.

## مصر
خلال أربعينيات القرن العشرين، تطوعت مجموعة من المدنيين لمحاربة السيطرة البريطانية على الأراضي المصرية المحيطة بقناة السويس، قام البريطانيون بنشر قواعد عسكرية على طول ساحل قناة السويس تحت طلب الحماية، اعتبر الكثير من المصريين هذا بمثابة غزو ضد سيادية سلطتهم على بلادهم، في حين أن الحكومة المصرية لم ترفض هذا الإجراء، نظم قادة الشعب مجموعات من الفدائيين الذين تم تدريبهم على القتال وقتل الجنود البريطانيين في كل مكان في مصر، بما في ذلك القواعد العسكرية، هذه المجموعات كانت تُنظر إليها بشدة بين السكان المصريين.[بحاجة لمصدر]
في عام 1951، هاجم "حشد من" التضحية بالنظام غير النظامي، أو الفدائيين "بعضهم" المسلحين من قبل جماعة الإخوان المسلمين "القاعدة العسكرية البريطانية التي تدافع عن منطقة قناة السويس.

## إريتريا
اشتهروا بالاسم نفسه، فقد عملوا داخل العاصمة أسمرة خلال 15-20 سنة من الكفاح المسلح في إريتريا ضد إثيوبيا، لقد عملوا سراً وقضوا على أشخاص اعتبروا خطرين على النضال من أجل تحرير إريتريا، الذي استمر من عام 1961 إلى عام 1991.[بحاجة لمصدر]

## إيران
استخدمت مجموعتان مختلفتان للغاية اسم «فدائيين» في التاريخ الإيراني الحديث، وقد وصف فدائيو الإسلام بأنه «واحدة من أولى المنظمات الأصولية الإسلامية الحقيقية في العالم الإسلامي»، أسسها نواب صفوي في عام 1946 بغرض المطالبة بتطبيق صارم للشريعة واغتيال أولئك الذين يعتقد أنهم مرتدون وأعداء للإسلام، بعد عدة اغتيالات ناجحة تم قمعها في عام 1956 وتم إعدام العديد من الأعضاء البارزين.
تأسست مجموعة ناشطة ذات الميول الماركسية تعرف باسم الفدائيين في عام 1971 ومقرها في طهران، في الفترة ما بين عامي 1971 و 1983، نفذ الفدائيون عددًا من الاغتيالات السياسية في سياق النضال ضد الشاه، وبعد ذلك تم قمع المجموعة، في عام 1979 انفصل أغلبية الفدائيين الشعبيين الإيرانيين عن منظمة الفدائيين الشعبية الإيرانية.

## العراق
بداية من عام 1995، أنشأت العراق مجموعة شبه عسكرية تعرف باسم فدائيو صدام، موالين للرئيس آنذاك صدام حسين والحكومة البعثية، تم اختيار الاسم ليعني ارتباطه بفدائيين فلسطينيين، في يوليو 2003، تم العثور على سجلات الموظفين لمنظمة الفدائيين في العراق في قبو مقر الفدائيين السابق شرق بغداد بالقرب من قاعدة الرشيد الجوية، في وقت الاكتشاف، احتل حزب سياسي عراقي المبنى، بعد عملية فهرسة واسعة النطاق، أجريت عملية في بغداد أسفرت عن اعتقال العديد من الأفراد.

## فلسطين

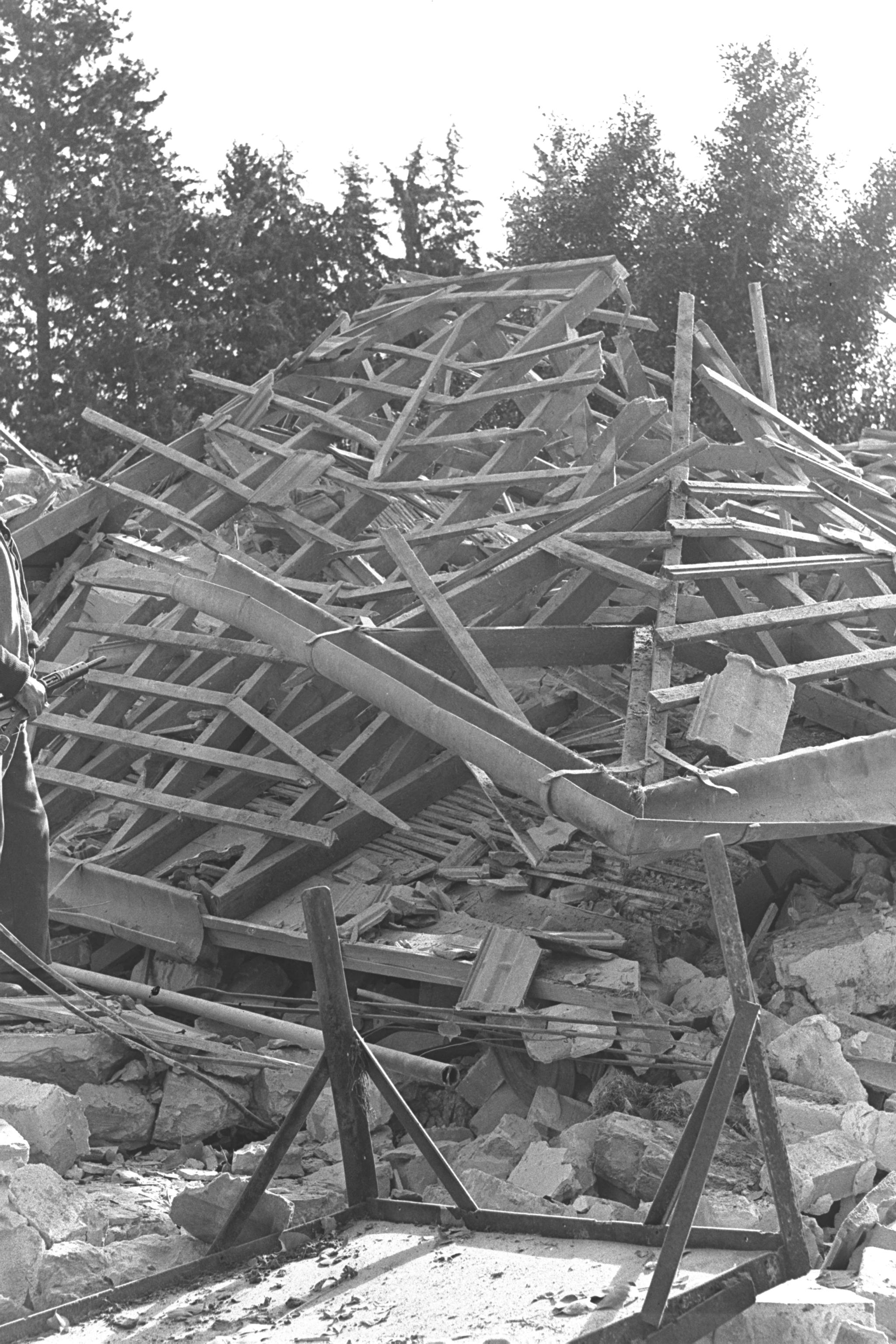
مزرعة إسرائيلية مدمرة، بعد هجوم للفدائيين (1956).

فدائيوافلسطين هم أناس ذوو توجه قومي من بين الشعب الفلسطيني، بذل الفدائيون جهودًا للتسلل إلى الأراضي التي تحتلها إسرائيل من أجل ضرب الأهداف العسكرية  والمدنية  في أعقاب حرب 1948.
كان أعضاء هذه المجموعات يعيشون في قطاع غزة والضفة الغربية أو في لبنان وسوريا المجاورتين، قبل الاحتلال الإسرائيلي للضفة الغربية وقطاع غزة في حرب 1967، كانت هذه المناطق تحت الإدارة الأردنية في الضفة الغربية أو المصرية في قطاع غزة، بعد العملية العسكرية الإسرائيلية «السهم الأسود» في عام 1955، والتي استهدف فيها الجيش المصري، تم دمج الفدائيون الفلسطينيون في قطاع غزة ضمن وحدات الجيش المصري.
خلال الفترة (1948 - 1980)، بدأ العالم الدولي باستخدام هذا المصطلح، وكثيرا ما كان يستخدم في وسائل الإعلام العربية،[بحاجة لمصدر] في الصحافة العبرية الإسرائيلي كان المصطلح له دلالات سلبية للغاية وكان مرتبطًا بالإرهاب، منذ منتصف الستينيات ومع صعود جماعات مسلحة أكثر تنظيماً وتحديداً، مثل منظمة التحرير الفلسطينية، أصبحت استخدام هذا المصطلح غير صالحاً، ولكن ليس في السياق التاريخي.

## تركيا / الدولة العثمانية المتأخرة
في سياق التاريخ التركي، يرتبط مصطلح «الحراس» غالبًا بالقوات غير النظامية العثمانية أو المبكرة للجمهوريين غير المعروفين باسم: القوات الوطنية التركية (بالإنجليزية: Kuva-yi Milliye)‏.

## في الثقافة الشعبية
- في رواية الخيال العلمي الشهيرة كثيب، يُعرف جنود فريمان النخبة باسم "Fedaykin"، وهي إشارة إلى كلمة «فدائيون».

## وصلات خارجية
- تاريخ فدائيي الأرمن - تاريخ الأرمن